# Бахар, Ахмед
Ахмед Мухаммад Бахар (араб. أحمد بحر‎, 1949, Газа, египетская оккупация сектора Газа — 17 ноября 2023, Газа) — первый заместитель спикера Палестинского законодательного совета с момента его избрания на этот пост 18 января 2006 года. Он родился в городе Газа, Палестина, был профессором Исламского университета Газы. 
В 2012 году он произнес телепроповедь, в которой молил Аллаха убить «евреев и их сторонников… [и] американцев и их сторонников… не оставив ни одного». Это заявление было охарактеризовано как подстрекательство к геноциду.
Во время войны между Израилем и ХАМАС в 2023 году он был ранен в результате авиаудара Израиля. Впоследствии он скончался от ран 17 ноября 2023 года в возрасте 74 лет.